# Перепис населення США
Перепис населення США (англ. United States Census) — перепис населення, що проводиться в Сполучених Штатах Америки кожні десять років. Відповідальність за організацію і проведення перепису несе Бюро перепису населення США.

## Історія
Стаття 1 Конституції Сполучених Штатів передбачає, що перепис населення має відбуватися не рідше одного разу на десять років. Від цього залежить кількість мандатів від кожного штату в Палаті представників і в Колегії виборщиків. Перепис проводиться кожні 10 років в роках, що закінчуються нулем (2000, 2010). Розділ 13 Кодексу Сполучених Штатів описує процедуру проведення перепису та обробки даних.
З 1790 до 1840 років перепис проводився силами шерифів. З 1840 року виник центральний офіс перепису, який діяв тільки під час десятирічного перепису. В 1890 році вперше при перепису використовували електричну табулюючу машину Германа Холлеріта для обробки результатів.

## Результати переписів
- 1790 — 3 929 214,
- 1800 — 5 236 631,
- 1810 — 7 239 881,
- 1820 — 9 638 453,
- 1830 — 12 866 020,
- 1840 — 17 069 453,
- 1850 — 23 191 876,
- 1860 — 31 443 321,
- 1870 — 38 558 371,
- 1880 — 49 371 340,
- 1890 — 62 979 766,
- 1900 — 76 212 168,
- 1910 — 92 228 496,
- 1920 — 106 021 537,
- 1930 — 123 202 624,
- 1940 — 132 164 569,
- 1950 — 151 325 798,
- 1960 — 179 323 175,
- 1970 — 203 211 926,
- 1980 — 226 545 805,
- 1990 — 248 709 873,
- 2000 — 281 421 906,
- 2010 — 308 745 538,[3]
- 2020  — 331 449 281.